# Волох Анатолій Олександрович
Анатолій Олександрович Волох (1917–1943) — сержант Робітничо-селянської Червоної Армії, учасник Німецько-радянської війни, Герой Радянського Союзу (1943).

## Біографія
Анатолій Волох народився 1917 року в Мінську в сім'ї залізничника. Після закінчення залізничного ПТУ працював на вагоноремонтному заводі в Мінську. У 1938 році Волох був призваний на службу в Робітничо-селянську Червону Армію Ленінським районним військовим комісаріатом Мінська. З 1941 року — на фронтах Німецько-радянської війни. Брав участь у боях на Південно-Західному та Воронезькому фронтах. До серпня 1943 року сержант Анатолій Волох був розвідником 12-го окремого розвідувального батальйону 2-го танкового корпусу 40-ї армії Воронезького фронту. Відзначився під час визволення Української РСР.
У серпні 1943 року під час однієї з розвідувальних вилазок Волох захопив у полон німецького офіцера. 21 серпня в районі міста Зіньків Полтавської області він із групою розвідників атакував ворожу колону машин, захопивши в полон машину з офіцерами і важливими штабними документами супротивника. У серпні 1943 року під час визволення міста Лебедин Сумської області Волох одним із перших на броньовику увірвався в місто і вступив у бій із переважаючими військами противника.
1 жовтня 1943 року автоматник 10-го гвардійського окремого бронеавтомобільного батальйону гвардії сержант Волох загинув у бою. Похований у братській могилі у сквері на вулиці Першогвардійська в місті Лебедин.
Указом Президії Верховної Ради СРСР від 17 листопада 1943 року за «зразкове виконання бойових завдань командування на фронті боротьби з німецькими загарбниками і виявлені при цьому мужність і героїзм» сержант Анатолій Волох посмертно був удостоєний високого звання Героя Радянського Союзу. Також був нагороджений орденом Леніна, двома орденами Червоної Зірки і низкою медалей.
На честь Волоха названа вулиця в Мінську.